# Labarthe (Tarn-et-Garonne)
Labarthe település Franciaországban, Tarn-et-Garonne megyében. Lakosainak száma 390 fő (2022. január 1.). Labarthe Molières, Puycornet, Vazerac és Castelnau-Montratier községekkel határos.

## Népesség
A település népessége az elmúlt években az alábbi módon változott:
| Lakosok száma | 388  | 383  | 392  | 394  | 399  | 400  | 400  | 400  | 390  |
|               | 2013 | 2015 | 2016 | 2017 | 2018 | 2019 | 2020 | 2021 | 2022 |